# Ukrán férfi jégkorong-válogatott
Az ukrán férfi jégkorong-válogatott Ukrajna nemzeti csapata, amelyet az Ukrán Jégkorongszövetség irányít.
Ukrajna 1991 után a Szovjetunió szétesését követően lett független, ekkor alakult meg az ukrán válogatott. Először 1993-ban vett részt a világbajnokságon, ahol a C csoportos vb-re sorolták be. 1997-ben nyerték meg a C csoportos vb-t, a következő évben a B csoportost is, amivel felkerültek a legjobbak közé. 2007-ben estek ki a főcsoportból, azóta a divízió I-ben szerepelnek.
Olimpiára egyszer, 2002-ben jutottak ki, ahol a 10. helyen zártak.

## Eredmények

### Világbajnokság
- 1993 – 18. hely (C csop., 2. hely)
- 1994 – 23. hely (C csop., 3. hely)
- 1995 – 23. hely (C csop., 3. hely)
- 1996 – 22. hely (C csop., 2. hely)
- 1997 – 21. hely (C csop., 1. hely)
- 1998 – 17. hely (B csop., 1. hely)
- 1999 – 14. hely
- 2000 – 14. hely
- 2001 – 10. hely
- 2002 – 9. hely
- 2003 – 12. hely
- 2004 – 14. hely
- 2005 – 11. hely
- 2006 – 12. hely
- 2007 – 16. hely
- 2008 – 19. hely (Divízió I B, 2. hely)
- 2009 – 20. hely (Divízió I B, 2. hely)
- 2010 – 19. hely (Divízió I A, 2. hely)
- 2011 – 21. hely (Divízió I B, 3. hely)
- 2012 – 22. hely (Divízió I A, 6. hely)
- 2013 – 23. hely (Divízió I B, 1. hely)
- 2014 – 20. hely (Divízió I A, 4. hely)
- 2015 – 22. hely (Divízió I A, 6. hely)
- 2016 – 23. hely (Divízió I B, 1. hely)
- 2017 – 22. hely (Divízió I A, 6. hely)
- 2018 – 26. hely (Divízió I B, 4. hely)

### Olimpiai játékok
- 1994 – nem jutott ki
- 1998 – nem jutott ki
- 2002 – 10. hely
- 2006–2022 – nem jutott ki